# Ignacy Dobrzyński
Ignacy Dobrzyński (Varsòvia, Polònia, 1777 - 1841) fou un violinista i compositor polonès i fou el pare del també pianista i compositor Ignacy Feliks.
Durant divuit anys fou el primer violinista de l'orquestra del comte Ilinski i va escriure nombroses òperes i balls per al teatre particular d'aquell comte, però el seu major tret de glòria el constitueixen les poloneses que va compondre, perquè fou el primer que va saber donar-li el seu verdader ritme i caràcter nacional.